# Бороздин, Алексей Иванович
Алексе́й Ива́нович Борозди́н (29 марта 1937, Курск, Курская область, РСФСР, СССР — 15 февраля 2021, Новосибирск, Новосибирская область, РФ) — советский и российский педагог-новатор.

## Биография
Родился 29 марта 1937 года в Курске. Окончил Курское музыкальное училище (1957), Львовскую государственную консерваторию (до 1961), Новосибирскую государственную консерваторию(1976).
В 1962 году, ещё будучи студентом, был принят на работу на должность простого педагога в районную детскую музыкальную школу. Его ученики более 70 раз побеждали на конкурсах виолончелистов самых разных уровней, вплоть до международных (Василий Воропаев, Кремона, 1997).
В 1960-80-х годах принимал активное участие в работе любительского оркестра при Дворце культуры «Академия» в Новосибирском Академгородке. В 1970-80-х годах восстановил из рукописей XVIII века и привел к современному виду около 6000 страниц партитур произведений выдающегося чешского композитора Йосефа Мысливечека.
В 1991 году открыл школу для работы с детьми-инвалидами. Школа существовала на грантах международных фондов: Фонда Дж. Сороса, Фонда А. И. Солженицына, CAF и других. В 1997 году он в числе первых получил премию Фонда Сороса «Подвижник России». В 1998 году эта школа, уже известная по всей России, приобрела статус муниципального учреждения. Опыт школы описан в книге «Этюды абилитационной педагогики (из опыта „Школы Бороздина“)».
В 1993 году ему было присвоено почётное звание «Заслуженный работник культуры РФ». До своей смерти являлся членом Союза журналистов России.
Скончался 15 февраля 2021 года в Новосибирске. Похоронен на Южном кладбище (квартал 28).